# Bodiluddelingen 2012
Bodiluddelingen 2012 blev afholdt den 3. marts 2012 på Bremen Teater i København og markerede den 65. gang at Bodilprisen blev uddelt. Uddelingens værter var for tredje gang Ditte Hansen og Louise Mieritz.
Den 17. januar 2012 blev det annonceret at skuespiller Ghita Nørby ville være modtager af årets Æres-Bodil for at hylde hendes livslange og flotte skuespillerkarriere. Nørby havde tidligere modtaget fire Bodil-priser for Den korte sommer (1976), Pengene eller livet (1982), Dansen med Regitze (1990) og Freud flytter hjemmefra (1992).
Lars von Triers Melancholia holdt flest af uddelingens nomineringer med seks i alt, men vandt "kun" i kategorien bedste film og for bedste fotograf. Trier slog dermed sin egen rekord, da han for syvende gang modtager prisen for bedste danske film og dermed fastholder positionen som den mest vindende instruktør i Bodilens historie. Portrætfilmen om en af Danmarks mest kendte komikere Dirch Passer i filmen Dirch af Martin Zandvliet blev dog aftenens store vinder, da prisen for bedste mandlige hovedrolle og mandlige birolle gik til hhv. Nikolaj Lie Kaas og Lars Ranthe. Dette blev Lie Kaas' første Bodil for bedste hovedrolle efter at have vundet tre priser for bedste birolle, og dette var Ranthes første Bodil-nominering og første modtagelse. Paprika Steen modtog sin fjerde Bodil-pris for sin birolle i Superclásico.
Ved denne uddeling blev der introduceret hele to nye priser; Henning Bahs-prisen som blev delt ud i samarbejde med Sammenslutningen af Danske Scenografer med det formål at hylde fremragende arbejde indenfor produktionsdesign og filmscenografi, navngivet af danske manuskriptforfatter og scenograf, Henning Bahs, og Blockbuster Publikumsprisen, hvor publikum gennem en afstemning besluttede hvilken film, der skulle modtage prisen.

## Nominerede og vindere[3]
| Bedste mandlige hovedrolle | Bedste kvindelige hovedrolle |
| --- | --- |
| - Nikolaj Lie Kaas for Dirch - Jesper Christensen for En familie - Anders W. Berthelsen for Superclásico | - Lena Maria Christensen for En familie - Frederikke Dahl Hansen for Frit fald - Kirsten Dunst for Melancholia - Emma Sehested Høeg for Magi i luften                                                 |
| Bedste mandlige birolle | Bedste kvindelige birolle |
| - Lars Ranthe for Dirch - Pilou Asbæk for En familie - Kiefer Sutherland for Melancholia - David Dencik for Værelse 304 - John Hurt for Melancholia | - Paprika Steen for Superclásico - Anne Louise Hassing for En familie - Anne Sofie Espersen for Frit fald - Charlotte Gainsbourg for Melancholia - Charlotte Rampling for Melancholia                 |
| Bedste danske film | Bedste amerikanske film |
| - Melancholia af Lars von Trier - En familie af Pernille Fischer Christensen - Superclásico af Ole Christian Madsen - Frit fald af Heidi Maria Faisst - Dirch af Martin Zandvliet                                                                        | - Winter's Bone af Debra Granik - Drive af Nicolas Winding Refn - Black Swan af Darren Aronofsky - True Grit af Coen-brødrene - The Tree of Life af Terrence Malick                                   |
| Bedste ikke-amerikanske film | Bedste dokumentarfilm |
| - Nader og Simin – en separation af Asghar Farhadi (Iran) - Another Year af Mike Leigh (Storbritannien) - Om Guder og Mænd af Xavier Beauvois (Frankrig) - Oslo, 31. august af Joachim Trier (Norge) - Kongens store tale af Tom Hooper (Storbritannien) | - Testamentet af Christian Sønderby Jepsen - Ambassadøren af Mads Brügger - Svend af Anne Regitze Wivel - 1/2 revolution af Karim El Hakim og Omar Shargawi - Præsidenten af Christoffer Guldbrandsen |

## Øvrige priser

### Æres-bodil
- Ghita Nørby

### Sær-bodil
- Jes Graversen

### Bedste fotograf
- Manuel Alberto Claro for Melancholia og Frit fald

### Samarbejdspriser
Henning Bahs Prisen
- Charlotte Bay Garnov og Peter Grant

Blockbusters Publikumsprisen
- Dirch af Martin Zandvliet
  - Klovn The Movie af Mikkel Nørgaard
  - Alle for én af Rasmus Heide
  - Hævnen af Susanne Bier